# Leyes del 6 de abril de 1830
Las Leyes del 6 de abril de 1830 se aprobaron en México para contrarrestar la preocupación de que parte del estado fronterizo de Coahuila y Texas, denominado por los historiadores como Texas Mexicana, estaba en peligro de ser anexada por los Estados Unidos.

## Antecedentes
En 1827 y 1829, los Estados Unidos ofrecieron comprar Texas. En ambas ocasiones, el presidente de México Guadalupe Victoria, rechazó la venta del territorio fronterizo. Después de la fallida rebelión de Fredonia, ocurrida al este de Texas, el gobierno mexicano solicitó al General Manuel Mier y Terán investigar los resultados de la ley de colonización en Texas de 1825. En 1829, Mier y Terán emitió su informe, y llegó a la conclusión que la mayoría de los angloamericanos se negaban a ser naturalizados y trataban de aislarse de los mexicanos. También señaló que las reformas de esclavos pasadas por el estado, eran ignoradas.

## Ley de 1830
Casi todas las recomendaciones de Mier y Terán se adaptaron a una serie de leyes aprobadas en el 6 de abril de 1830, durante la presidencia de Anastasio Bustamante. La ley prohibió explícitamente cualquier nueva inmigración desde los Estados Unidos hacia Texas.  Los contratos de colonización fueron puestos bajo control federal y no estatal, y las colonias que no tuvieran por lo menos 150 habitantes serían canceladas. Fueron diseñadas disposiciones de ley para animar a los ciudadanos mexicanos a moverse desde el interior del país hacia Texas. Los mexicanos que aceptaran trasladarse a Texas tendrían buena tierra, transporte gratuito a Texas, y asistencia financiera. Los convictos serían enviados a Texas para construir fortificaciones y carreteras para estimular el comercio.
Otras partes de la ley fueron dirigidas a los que ya vivían en Texas. Entre las disposiciones estuvo una orden a Texas para cumplir con la proclamación de emancipación o enfrentar una intervención militar. Bustamante anuló la ley de impuesto a la propiedad, que había eximido a los inmigrantes de pago de impuestos por diez años. Aumentó aún más los aranceles sobre las mercancías que entran a México desde los Estados Unidos, provocando que los precios se elevaran.

## Reacciones

### Inmigración
La prohibición y demás medidas, no detuvieron la migración de ciudadanos de EE. UU. a Texas por millares. En 1834, se estimó que vivían en Texas, 30.000 estadounidenses y 7,800 mexicanos.